# 十六班筒金花蟲
十六班筒金花蟲（学名：Cryptocephalus perelegans）为金花蟲科筒金花蟲屬下的一个种。